# Yhtyneet Paperitehtaat
Yhtyneet Paperitehtaat Oy ("Förenade pappersbruken"), med dotterföretaget United Paper Mills Ltd, var ett finländskt skogsindustriföretag 1920–1996.
Yhtyneet Paperitehtaat Oy bildades 1920 genom en sammanslagning av pappersbruket Jämsänkoski Oy i Jämsä, pappersmassabruket Myllykoski Träsliperi Ab i Anjalankoski och pappersbruket Ab Simpele (numera ägt av Metsä) i Simpele i Karelen. Den drivande kraften bakom sammanslagningen var generalen Rudolf Walden. Några år senare köptes också Walkiakoski pappersbruk i Valkeakoski. Företaget var på 1920-talet den största papperstillverkaren i Finland.
Företaget ägdes av medlemmar ur de båda släktena Walden och Björnberg. Oenighet uppstod under 1940-talet och ledde till en delning av företaget 1952. Den mindre delen, Myllykoski bruk, med tillhörande kraftverk samt andelar i bland annat Sunila pappersmassafabrik i Kotka, avskiljes i det nybildade Myllykosken paperitehdas Oy med familjen Björnberg som ägare. 
Företaget expanderade kraftigt under verkställande direktören Juuso Walden efter delningen. Tidigt 1950-tal började tillverkning i det stora Kaipola pappersbruk i Jämsä. Vid mitten av 1960-talet var det uppenbart att företaget hade överinvesterat, och banken Kansallis-Osake-Pankki (KOP) tvingade Walden att avgå. Under efterträdaren Niilo Hakkarainen skedde en omstrukturering med avveckling av perifer produktion och teknologiskt mer avancerade metoder som tillverkning av termomekanisk massa (TMP). 
År 1976 köpte Yhtyneet Paperitehtaat Raf. Haarla Oy. I Storbritannien köpte Yhtyneet Paperitehtaat 1985 pappersbruket Shotton paper company Ltd.
Från mitten av 1980-talet skedde nya omstruktureringar inom finländsk skogsindustri, vilket för Yhtyneet Paperitehtaats del innebar en fusion med Kajaani Oy och långtgående planer att fusionera med Rauma-Repola Oy. En sådan fusion, den dittills största i finländskt näringsliv, skedde slutligen 1990 med bildandet av Repola, som blev Finlands största industriföretag. Namnet Yhtyneet Paperitehtaat Oy behölls som namnet på det dotterbolag till Repola, som koncernens skogsindustriverksamheter samlades under.
Under 1980-talet var företaget part i tre samriskföretag för produktion av pappersmassa: Joutseno pappersmassabruk, Pohjan Sellu Oy och Metsä–Botnia. 

## Fusion med Repola
År 1996 fusionerades Repola och Kymmene Oy till UPM-Kymmene Oy. Repolas tidigare verkstadsindustrier inom dotterföretaget Rauma Oy fusionerades 1999 med Valmet till Metso Oy och börsnoterades. Efter utförsäljningar av aktier i Metso blev UPM-Kymmene Oy ett renodlat skogsindustriföretag. Det blev Europas största och världens fjärde största skogsindustriföretag mätt i omsättning.